# داود طوسی
سید داود طوسی (۱۲۵۸ مشهد - ۱ آبان ۱۳۲۹ تهران) فعال سیاسی مشروطه‌خواه و روزنامه‌نگار و نخستین کارمند مجلس شورای ملی بود که توانست به نمایندگی مجلس برسد.

## کارمند مجلس
پدرش میرزا مسیح بنان خراسانی از روحانیون آزادیخواه خراسان بود. سید داود نیز همچون پدر در مشهد تحصیلات دینی کرد. خطی زیبا هم داشت و به نویسندگی در مطبوعات پرداخت ودر زمره آزادیخواهان خراسان درآمد. در جریان نهضت مشروطه به تهران رفت و در مبارزات شرکت جست. پس از تشکیل مجلس شورای ملی، منشی مجلس شد.
در سال ۱۲۸۷ که مجلس شورای ملی به توپ بسته شد، سید داود با عده‌ای از مجاهدین در پشت‌بام مسجد سپهسالار سنگر بستند و با قزاقها نبرد شدیدی کردند. پس از آنکه فشنگهایش تمام شد، خود را به جای ظاهراً امنی رساند ولی فردای آن روز دستگیر شد و او را به زندان باغشاه بردند و به غل و زنجیر کشیدند. بیم تلف کردنش زیاد بود ولی بعضی از دوستانش متوسل به کامران میرزا عموی محمدعلی شاه شدند و او شفاعت کرد از زندان جان به سلامت برد.
سید داود به جای اینکه دست از فعالیت بردارد، در حرم حضرت عبدالعظیم با متحصنین که سرکرده‌شان سید علی آقا یزدی بود، همداستان شد و برای بازگشت مشروطیت کوشید. پس از پایان استبداد صغیر و بازگشایی مجلس در سال ۱۲۸۸ منشی‌باشی مجلس شد. در سال‌های ۱۲۹۴ تا ۱۳۰۰ که به سبب اوضاع جنگی، مجلس تعطیل بود، در وزارت مالیه کار می‌کرد.
پس از کودتای سوم اسفند ۱۲۹۹ که قوام‌السلطنه والی خراسان، دستگیر شد و کلنل محمدتقی خان پسیان حکومت را در خراسان به دست گرفت، سید داود به مشهد احضار و معاون کلنل شد. با قتل کلنل به تهران برگشت و معاون اداری مجلس شد و سالها در این سمت ماند.

## نماینده مجلس
در سال ۱۳۱۸ سید داود طوسی به نمایندگی بجنورد در مجلس شورای ملی انتخاب شد (دوره دوازدهم). نماینده قبلی بجنورد ابوالقاسم اعتصام‌زاده یک سال پیشتر دستگیر و زندانی شده بود. طوسی در دو دوره بعد نیز نماینده بجنورد بود و همچنان معاونت اداری مجلس را نیز به عهده داشت.

## اعلام جرم علیه گلشائیان
در دوره سیزدهم، طوسی در سال ۱۳۲۱ علیه عباسقلی گلشائیان وزیر بازرگانی و اقتصاد اعلام جرم و او را متهم کرد که بر خلاف قانون انحصار بازرگانی خارجی که صدور کتیرا را تنها به شرکت دولتی کتیرا اختصاص داده، به مراد اریه سرمایه‌دار یهودی اجازه صدور کتیرا داده‌است. چون قانوناً تخلفات وزیران باید در مجلس رسیدگی می‌شد، کمیسیون دادگستری مجلس در موضوع تحقیق کرد و گلشائیان به کمیسیون توضیح داد که تصور می‌کرده، قانون انحصار بازرگانی خارجی لغو شده و این مجوز را صادر کرده، پس از آن هم که به اشتباه خود پی‌برده از گمرک خواسته که از صدور محموله مراد اریه جلوگیری کند اما دیر شده و کالا صادر شده بوده‌است.
کمیسیون کار گلشائیان را تخلف تشخیص داد اما به این نتیجه نرسید که او از اریه رشوه دریافت کرده باشد و تخلف را در حدی که پیگرد قضائی در مورد آن لزومی داشته باشد، تشخیص نداد.

## نفت
داود طوسی نخستین کسی است که در دهه بیست خورشیدی بحث نفت را در مجلس شورای ملی مطرح کرد و در این باره از محمد ساعد نخست‌وزیر وقت توضیح خواست و جریانی را کلید زد که به نهضت ملی کردن نفت منجر شد. از سال ۱۳۲۲ دولت ایران گفتگوهایی با شرکت‌های نفتی آمریکایی و انگلیسی برای کاوش و کشف منابع نفتی جدید در ایران آغاز کرد. این مذاکرات سال بعد بر ملا شد و در مطبوعات مطرح شد. داود طوسی ساعد را به مجلس کشاند که در این زمینه توضیح بدهد و بدین ترتیب، مذاکرات نفت به صورت رسمی، علنی شد و جریان اعتراضی به واگذاری امتیازهای تازه نفتی به شرکت‌های خارجی به راه افتاد.

## روزنامه‌نگاری
سید داود طوسی در دو مقطع زمانی روزنامه‌ای به نام طوس منتشر کرد که در دوران انتشار، از جراید معتبر و پرتیراژ و مؤثر در سیاست بود.